# Padla I av Kakheti
Padla I av Kakheti född okänt år, död 893, av den Arevmaneli klanen, var en prins i östra Georgien från 881 till 893.